# El Guixaró
El Guixaró és una colònia tèxtil del Llobregat, situada a l'extrem oriental del municipi de Casserres, a la comarca del Berguedà, si bé queda entre Puig-reig i Gironella.

## Descripció i situació

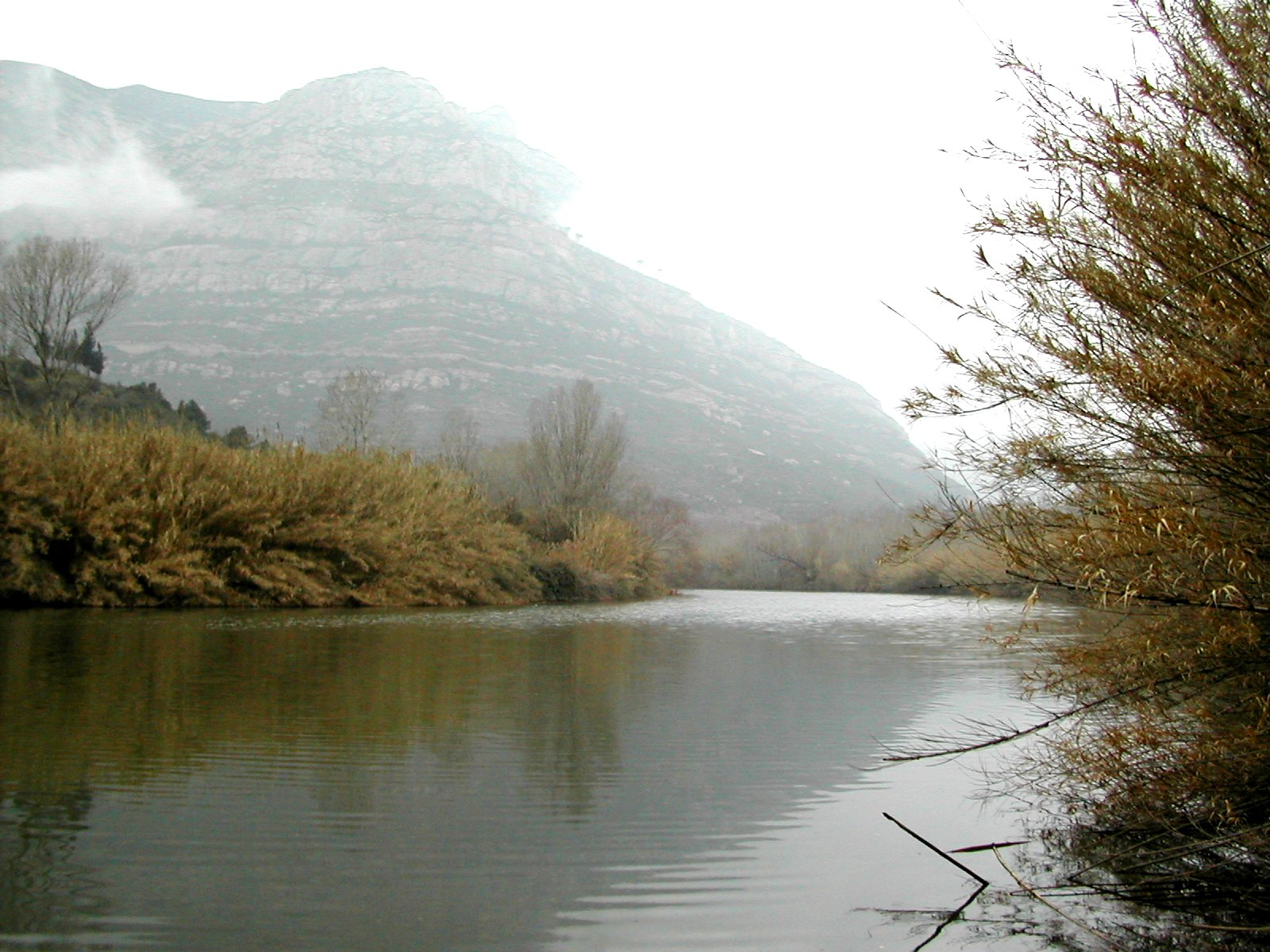
El riu Llobregat

La colònia del Guixaró queda inclosa dins el terme municipal de Casserres, malgrat quedar més a prop dels nuclis de Puig-reig o Gironella. Seguint el curs del riu Llobregat, el Guixaró queda situat entre les colònies de cal Prat i Viladomiu Nou. El Guixaró està situat a una altitud de 425 metres.
Com a colònia tèxtil, el Guixaró tenia una estructura de colònia evolucionada, és a dir, a més de la fàbrica i els habitatges, disposava de tots els serveis, una església, i l'espai de domini amb la torre de l'amo i la casa del director. És característic del Guixaró el bloc d'habitatges plurifamiliar amb galeries, de planta baixa i dos pisos, que forma tot ell un carrer allargassat. També hi ha el carrer del forn i els pisos nous. La colònia havia disposat de guarderia, escola, biblioteca, camp de futbol i teatre.

## Història

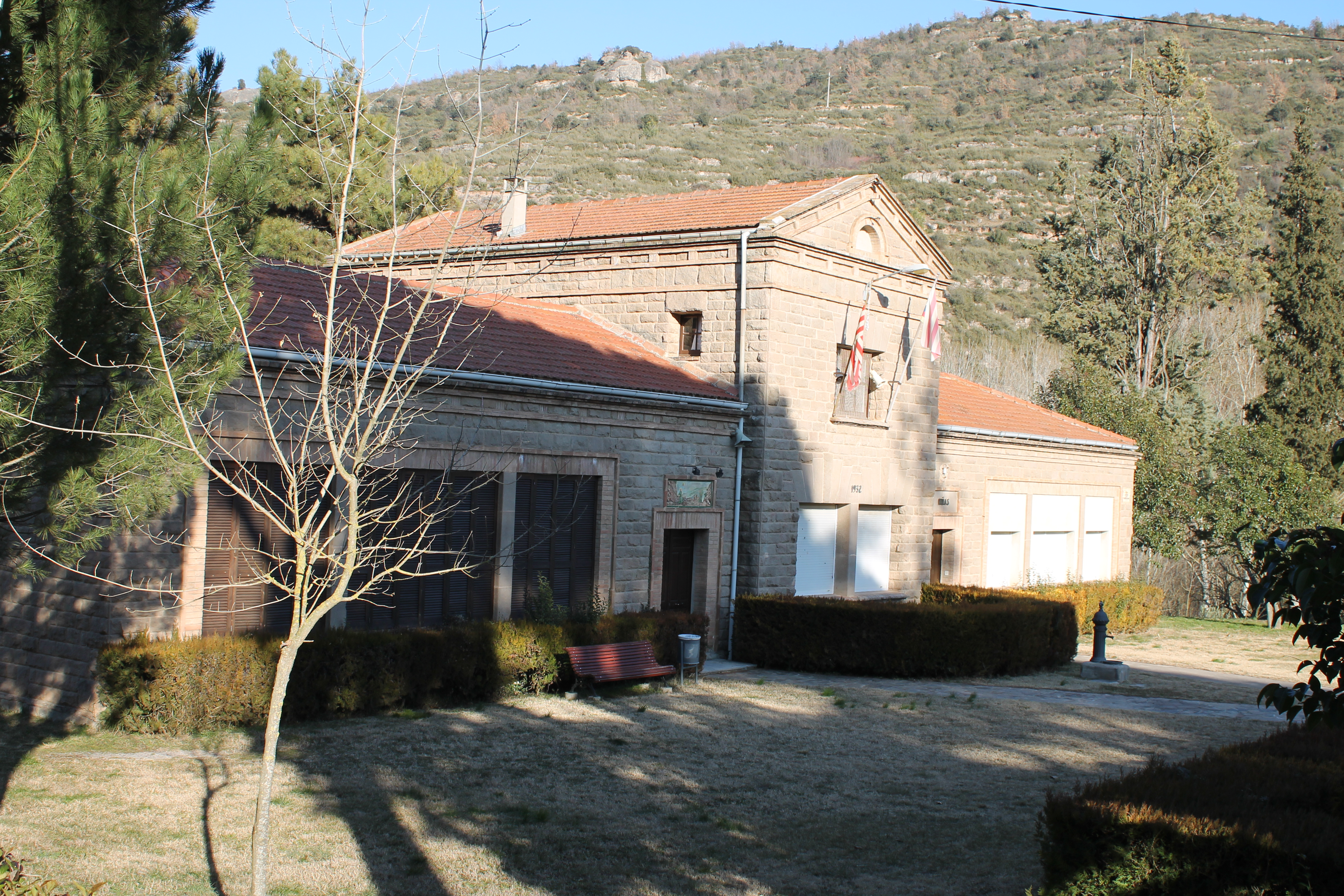
Edifici de les antigues escoles i església. Actualment hi ha locals per a les associacions.

Els orígens de la colònia del Guixaró s'han d'anar a buscar a l'any 1879, quan Esteve Comelles i Cluet, de Berga, comprà una part de les terres del mas Guixaró –les més properes al riu– per tal de construir-hi una fàbrica de filats i teixits de cotó que aprofités l'aigua del riu Llobregat com a font d'energia.
El nom del Guixaró és documentat des del segle xvii, i prové de la masia la Casa Gran del Guixaró, que llavors tenia el nom de Casamitjana. La pubilla d'aquesta masia es va casar amb Francesc Guixaró, i a partir del 1627 la casa de pagès es va conèixer tant amb el nom de Casamitjana com amb el del Guixaró, fins que acabà imposant-se aquest darrer nom.
Esteve Comelles i Cluet, de Berga, va fundar una colònia en aquest indret l'any 1879. La construcció de la fàbrica i del primer nucli de la colònia va ser bastant ràpida. Des de l'inici oferia habitatges per als treballadors i els serveis bàsics.
L'any 1911 la família Comelles inicià una forta expansió, especialitzant-se en mallorquines i franel·les i ampliant el procés de filat i teixit amb les seccions d'acabats, tint i blanqueig. També construí nous habitatges per als treballadors i una església. Aquest esforç inversor va ensopegar amb l'esclat de la Primera Guerra Mundial, i a la fi de 1916 la fàbrica, el salt d'aigua i la maquinària i tota la colònia estava embargada. Fou en aquest moment quan fou adquirida per Joan Prats, un enginyer de Barcelona. Anys més tard, el 1929, aquest la va vendre als Viladomiu de Viladomiu Nou. Concretament amb Marc Viladomiu i Santmartí la colònia va adquirir una nova vitalitat tant en la producció com en altres àmbits: es van ampliar els pisos amb la construcció de les galeries on instal·laren els lavabos i els safareigs, es va fer la nova escola i els camp de futbol, i es va construir la carretera que comunicava el Guixaró amb Viladomiu Nou. Pel que fa a la fàbrica, el 1932 es van incorporar els telers automàtics, i es van renovar les turbines el 1941. L'any 1942 es construí la nova resclosa i el canal –que fa 498 m de llargada i uns 2 m de profunditat- i s'anà consolidant l'electrificació del sistema productiu de la fàbrica. Quant a les millores socials i per als treballadors, l'any 1935 es va posar llum i aigua a tots els habitatges, el 1946 s'inaugurà la guarderia, i el 1948 la biblioteca. També s'inaugurà el nou teatre el 1949 i es van construir nous pisos el 1953.
La fi de la història industrial tèxtil va arribar el 1989, quan va tancar la fàbrica. El Guixaró ha tingut continuïtat com a nucli de població independent, ja que els pisos foren venuts i actualment s'hi combinen les primeres residències i les segones residències. Actualment té uns 110 habitants. L'antiga fàbrica és ocupada per l'empresa Sistema y Embalajes Sorsa S.A. i hi ha dos restaurants.

## Festes
- Segon diumenge de març: trobada de vehicles militars d'època.[7]
- Primer diumenge després de Sant Cristòfol (juliol): festa major.
- Últim diumenge de setembre: festa dels avis.